# 김사권
김사권(1983년 1월 5일 ~ )은 대한민국의 배우이다.

## 학력
- 대구고등학교 졸업
- 동국대학교 연극영화과

## 출연작

### 드라마
- 2012년 MBC 월화드라마 《골든타임》 - 장혁찬 역
- 2014년 JTBC 수목드라마 《우리가 사랑할 수 있을까》 - 조피디 역
- 2014년 MBC 일일드라마 《엄마의 정원》 - 하동창 역
- 2014년 KBS2 단막극 《KBS 드라마 스페셜 - 부정주차》 - 정윤석 역
- 2015년 KBS2 금토드라마 《프로듀사》
- 2015년 tvn 금토드라마 《구여친클럽》 - 차영재 역
- 2015년 tvn 월화드라마 《풍선껌》 - 홍정우 역
- 2016년 MBC 수목드라마 《한 번 더 해피엔딩》 - 김승재 역
- 2017년 KBS2 주말드라마 《황금빛 내 인생》 - 김기재 역
- 2017년 tvn 수목드라마 《부암동 복수자들》 - 박승우 역
- 2018년 SBS 월화드라마 《기름진 멜로》 - 용승룡 역
- 2018년 JTBC 금토드라마 《스케치》
- 2019년 KBS1 일일드라마 《여름아 부탁해》 - 한준호 역
- 2020년 SBS 월화드라마 《펜트하우스》 - 형사 역 (특별출연)
- 2022년 SBS 월화드라마 《우리는 오늘부터》 - 박두팔 역
- 2022년 TV조선 토일드라마 《마녀는 살아있다》 - 장상필 역
- 2023년 KBS2 주말드라마 《진짜가 나타났다!》 - 차현우 역
- 2024년 KBS1 일일드라마 《결혼하자 맹꽁아!》- 서민기 역

### 영화
- 《흑산도》 (2014년) - 윤재호 역
- 《연애, 그 후》 (2015년) - 재호 역
- 《무수단》 (2016년) - 한승호 중사 역
- 《출국》 (2018년) - 안기부요원 역
- 《난폭한 기록》 (2019년) - 윤재호 역
- 《아워 바디》 (2019년) - 태식 역

### 뮤지컬
- 《젊음의 행진》 (2013년) - 왕경태 역

### 광고
- KT올레 - 데이터무제한 바로알기 (2011년)
- KT올레 - 모든 문자 수신 무료 (2011년)
- 청정원 - 식탁의 기적 (2011년)
- 쉐보레 - 말리부 (2012년)
- 나랑드 사이다 (2012년)